# Stiftung Zinnfigurensammlung Alfred R. Sulzer

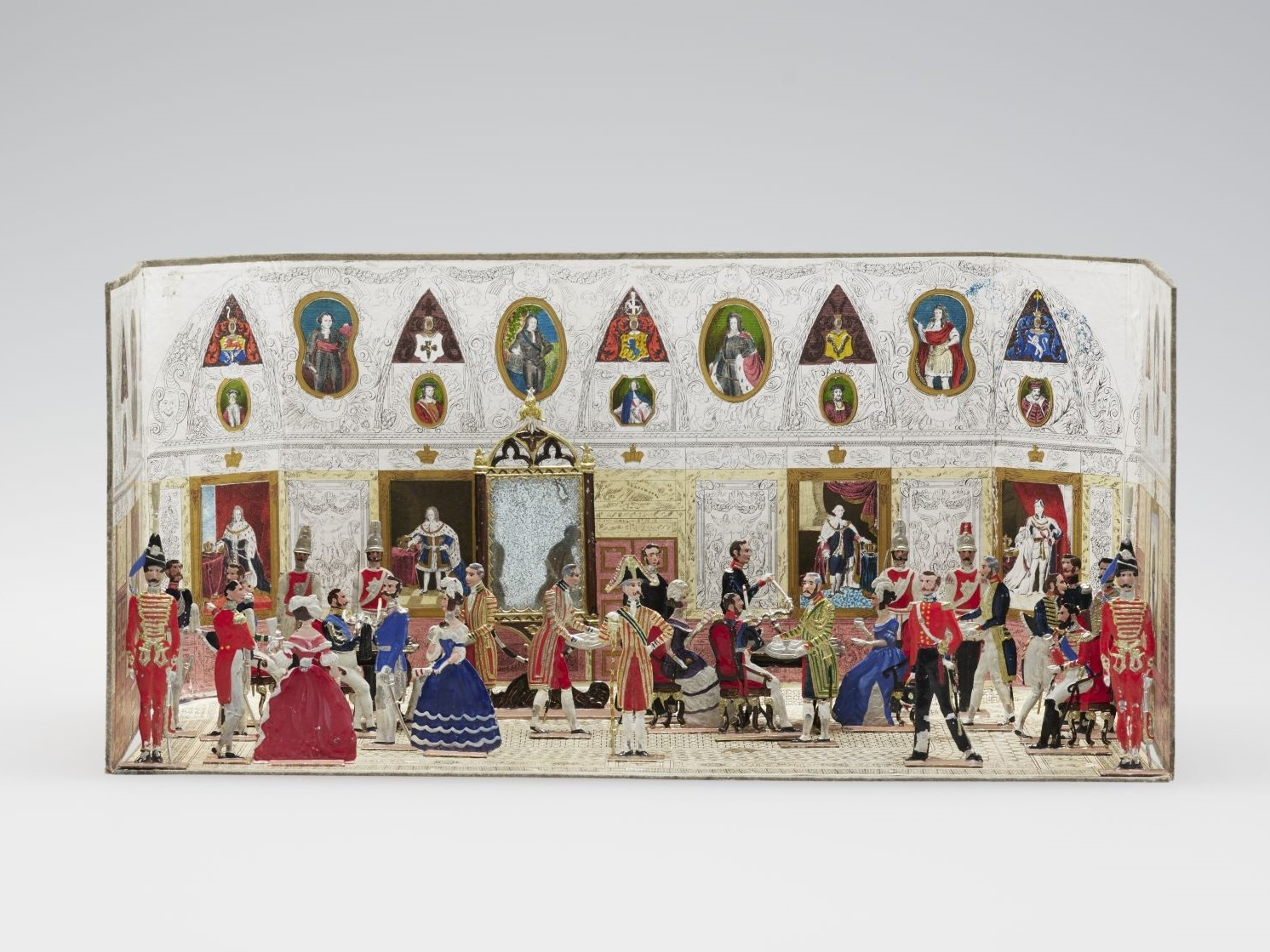
Zinnfigurenensemble Ritter-Saal im Königlichen Schlosse zu Hannover, Germanisches Nationalmuseum

Die Stiftung Zinnfigurensammlung Alfred R. Sulzer ist eine gemeinnützige Organisation mit Sitz in Malans GR, Schweiz. Der Unternehmer und Sammler Alfred R. Sulzer, Nachfahre der bekannten Winterthurer Industriellenfamilie, gründete die Stiftung 2007 im Bestreben, seine Sammlungen von Zinnfiguren, Papiersoldaten und Papiermaché-Figuren zu erhalten, der Öffentlichkeit zugänglich zu machen sowie diesbezügliche Publikationen und Forschungen zu unterstützen.

## Sammlung

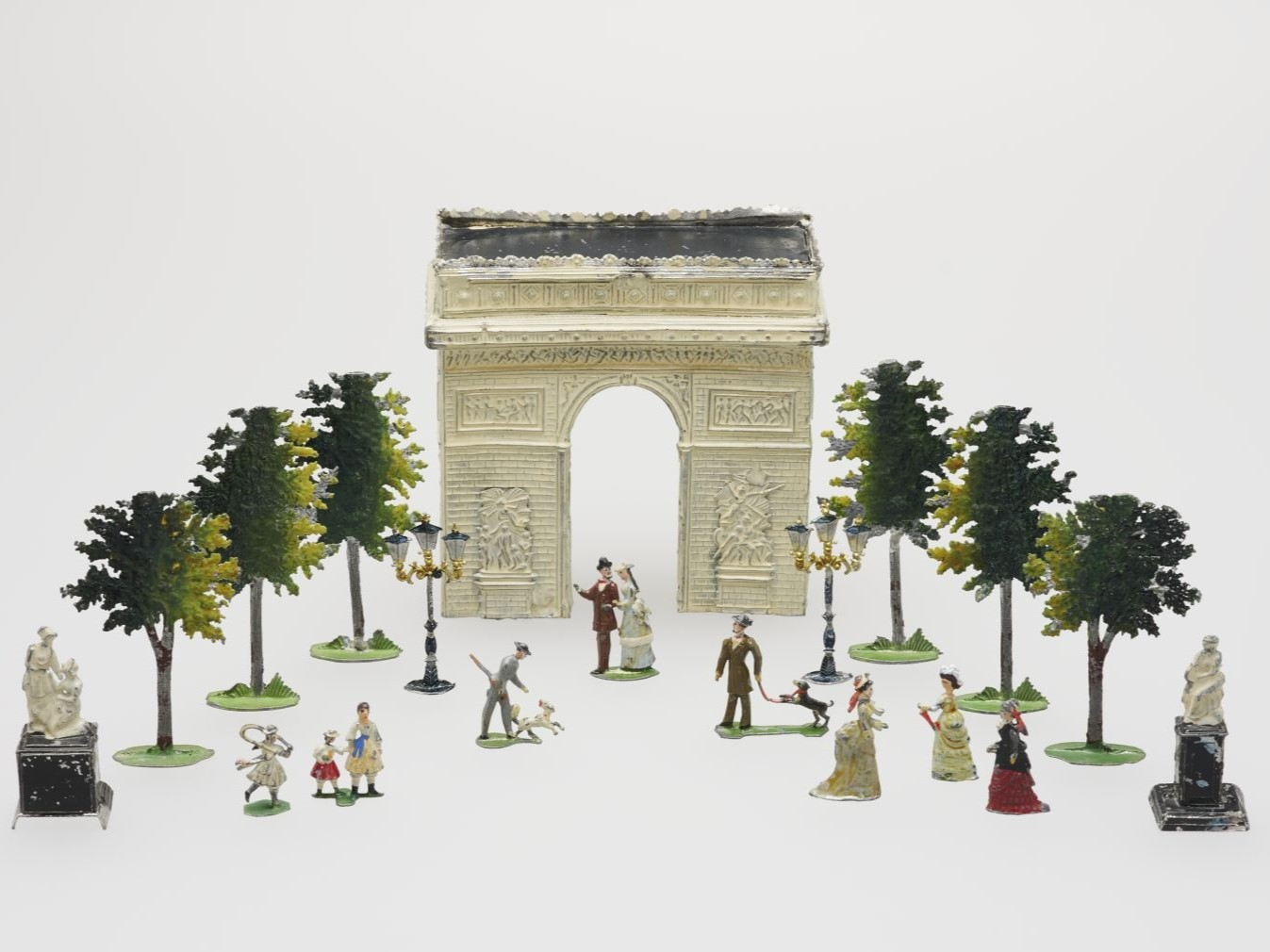
Zinnfigurenensemble Champs-Élysées, Germanisches Nationalmuseum

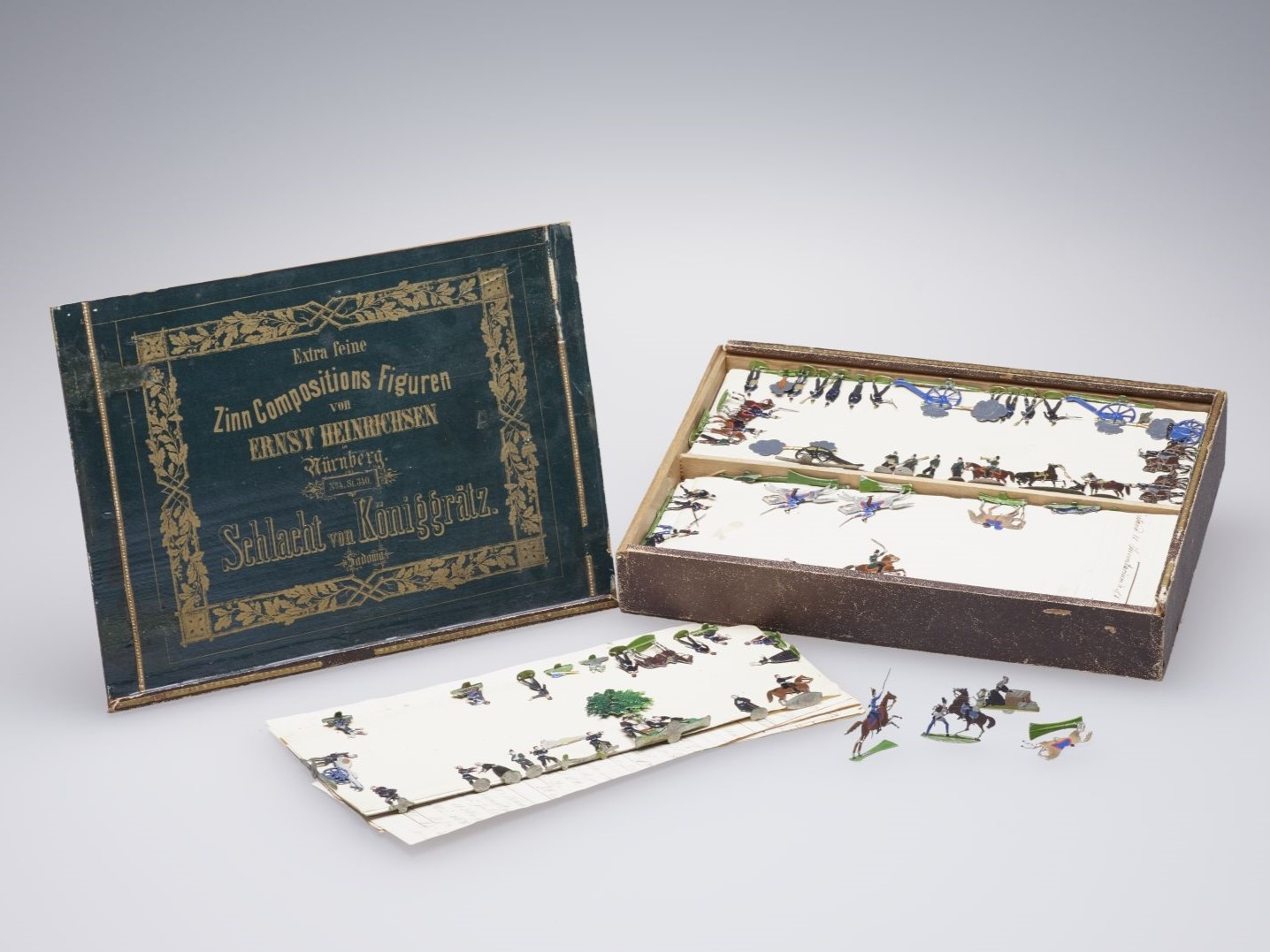
Zinnfigurenensemble Schlacht von Königgrätz, Germanisches Nationalmuseum

Alfred R. Sulzer (geb. 1948) hat schon als Kind seine Faszination für antike Zinnfiguren entdeckt und sammelt seit 1962 systematisch. Die Sammlung enthält unter anderem bedeutende Bestände aus aufgelösten Sammlungen beziehungsweise Nachlässen, genannt seien hier das Königshaus Hannover, die Zürcher Patrizierfamilie Nüscheler, Johannes Körting, Heinrich Barchfeld, Eugen Blum oder Rudolf Hanhart. Insgesamt umfasst die Sammlung über 146'000 Zinnfiguren von über 50 Offizinen/Werkstätten, hergestellt in der Zeit von etwa 1750 bis 1914/1918. Oftmals sind die Originalverpackungen erhalten. Namhafte Firmen wie Allgeyer und Haffner in Fürth, Hilpert, Ammon und Heinrichsen in Nürnberg, Söhlke in Berlin oder Du Bois in Hannover haben neben zahlreichen kleineren, teilweise wenig bekannten Werkstätten diese Spielsachen fürs Kinderzimmer vermögender Familien geschaffen.
Von aussergewöhnlicher Qualität ist zudem ein Bestand an Strassburger Papiersoldaten aus der ersten Hälfte des 19. Jahrhunderts sowie an Papiermaché-Figuren derselben Epoche. Diese wurden in Thüringen vornehmlich für den französischen Markt produziert und von Alphonse Giroux in Paris unter seinem Namen verkauft.

## Geschichte
Teile der Zinnfigurensammlung Alfred R. Sulzers wurden von 1985 bis 2008 im Zinnfiguren-Museum Zürich ausgestellt. Im Hinblick auf die geplante Übergabe der Sammlungen an die Jakob und Emma Windler-Stiftung in Stein am Rhein erfolgte 2007 die Gründung der gemeinnützigen „Stiftung Zinnfigurensammlung Alfred R. Sulzer“.
Gemäss der Vereinbarung von 2008 sollte das Sammlungsgut im Alten Zeughaus in Stein am Rhein untergebracht und ausgestellt werden. Die Planung wurde jedoch 2009 von der Jakob und Emma Windler-Stiftung abgebrochen, was nach einem Rechtstreit 2018 zur Auflösung des Leihvertrages führte. Ende 2019 wurde ein Schenkungsvertrag mit dem Germanischen Nationalmuseum in der „Spielzeugstadt“ Nürnberg unterzeichnet. In der Zwischenzeit wurden Teile der Sammlung in verschiedenen Sonderausstellungen oder als Dauerleihgaben gezeigt. Von 1999 bis 2009 waren Zinnfiguren des 18. Jahrhunderts aus dem Nachlass Nüscheler auf Schloss Kyburg bei Winterthur ausgeliehen. Sonderausstellungen mit Exponaten aus der Sammlung fanden 1996 im Napoleon-Museum Arenenberg, 2000/2001 im Spielzeugmuseum Nürnberg, in Salzburg und Riehen, 2004/2005 im Übersee-Museum in Bremen, 2006/2007 im Germanischen Nationalmuseum in Nürnberg, 2008 im Bomann-Museum in Celle und 2010/2011 im Deutschen Hygiene-Museum in Dresden statt. Darüber hinaus wurden Zinnfiguren 2011/2012 auf der grossangelegten Spielzeugausstellung Des Jouets et des Hommes in Paris und Helsinki gezeigt. 2023 erbte die Stiftung die Sammlung des verstorbenen Sammlerfreundes Louis Demmler.
2022 erfolgte ein erster Transfer von Sammlungsgut aus der Schweiz an den endgültigen Bestimmungsort Nürnberg. Weitere Bestände gingen 2024 in den Besitz des Germanischen Nationalmuseums über. Die abschliessende Übergabe der Schenkung ist für 2025 vorgesehen. Eine Auswahl an Spitzenstücken wird vom 9. Mai 2024 bis zum 27. April 2025 in der Sonderausstellung Mikrowelten Zinnfiguren im Germanischen Nationalmuseum ausgestellt.

## Stiftungsziele und Stiftungsarbeit
Die Stiftung hat sich das Sammeln und Erforschen von Zinn-, Blei-, Papier- und Papiermaché-Figuren zum Ziel gesetzt. Die Sammlung soll durch das Germanische Nationalmuseum vollumfänglich digital zugänglich gemacht und Forschungsprojekte auf dem Gebiet der musealen Zinnfigur unterstützt werden. Die Stiftung trägt zudem zur Erweiterung der Sammlung durch Neuerwerbungen bei. Anträge zur Unterstützung von entsprechenden Forschungsprojekten können zur Prüfung eingereicht werden, da dank des Legates von Louis Demmler entsprechende Mittel zur Verfügung stehen.